# القوارب الشراعية في الألعاب الأولمبية الصيفية 2016
عقدت منافسات الإبحار في مارينا دا جلوريا في خليج غوانابارا ضمن دورة الألعاب الأولمبية الصيفية 2016 في ريو دي جانيرو في الفترة من 08-18 أغسطس .